# سام اندروز
سام اندروز (3 فبراير 1982 - ) (بالإنجليزية: Sam Andrews)‏ هو لاعب كريكت بريطاني.